# 颱風美莎克 (2020年)
颱風美莎克（英語：Typhoon Maysak，國際編號：2009，聯合颱風警報中心：WP102020，菲律賓大氣地球物理和天文管理局：Julian）是2020年太平洋颱風季第9個被命名的風暴。「美莎克」一名由柬埔寨提供，即柚木，屬於脣形科柚木屬，闊葉喬木植物的一種，原產於南亞、東南亞等地，是世界知名的珍貴硬木，有「萬木之王」的稱號。

## 氣象歷史

### 初期滯留西北太平洋
8月26日，一個熱帶擾動在帛琉北方海域生成，美國海軍研究實驗室給予擾動編號94W。上午3時30分，聯合颱風警報中心將其評級提升為「中」。
8月27日下午2時，日本氣象廳將其升格為熱帶低氣壓。下午4時，聯合颱風警報中心將其評級提升為「高」，並對其發布熱帶氣旋形成警報。
8月28日凌晨2時，日本氣象廳對其發布烈風警報。同時，台灣中央氣象局將其升格為熱帶性低氣壓，給予編號TD11。香港天文台在凌晨1時45分表示「位於菲律賓以東海域的低壓區正逐漸增強，一個熱帶氣旋似乎在形成中」。上午10時，聯合颱風警報中心將其升格為熱帶低氣壓，給予熱帶氣旋編號10W 。上午11時45分，香港天文台將其升格為熱帶低氣壓。下午2時，日本氣象廳將其升格為熱帶風暴，給予國際編號2009，並命名「美莎克」。同時，台灣中央氣象局將其升格為輕度颱風。下午5時，中國國家氣象中心將其升格為熱帶風暴。晚上9時45分，香港天文台跟隨將其升格。各大數值預報對美莎克的預測頗為一致，均預測美莎克向偏北方移動，靠近南韓或日本九州北部一帶。此時美莎克在缺乏引導氣流的情況下，它在原地停留不動。
受惠於攝氏30度的炎熱海水及垂直風切變微弱的環境，美莎克的強度穩步上揚。8月29日上午2時，日本氣象廳將其升格為強烈熱帶風暴，香港天文台在上午5時跟隨將其升格。下午8時，日本氣象廳將其升格為颱風。同時，台灣中央氣象局將其升格為中度颱風。

### 穩定增強橫越琉球
8月30日上午3時15分，香港天文台將其升格為颱風。
中國國家氣象中心在上午5時跟隨將其升格。因應副熱帶高壓脊加強和向西伸延，美莎克在30日早上開始北移，時速20公里，至31日加速轉向西北偏北，時速25公里。同時美莎克的強度亦持續上升，深厚對流雲團圍繞低層環流中心，捲出雲捲風眼。中國國家氣象中心在晚上8時半將美莎克升格為強颱風，香港天文台在31日凌晨3時半亦作出此項升格。
31日日出後衛星雲圖上顯示出美莎克的風眼結構，其眼壁漸變渾圓和清晰可見。香港天文台和中國國家氣象中心接連在晚上9時45分和9月1日凌晨2時25分把美莎克升格為超強颱風。

### 緩慢減弱，接近朝鮮半島
隨後美莎克移動速度逐漸減至時速15至20公里，維持西北偏北路徑，在1日凌晨經宮古島和沖繩本島之間海域進入東海。而同時美莎克開始出現雙眼牆結構，代表開始進入眼牆置換循環。
然而，美莎克開始進入垂直風切較強的區域，加上進入眼牆置換循環，美莎克強度開始下降。2日上午9時45分，香港天文台將其降格為強颱風。不過，美莎克所在附近的海溫仍達攝氏28度，故其減弱趨勢相對較慢。美莎克加速至時速40公里，繼續向東北偏北推進，韓國氣象廳表示美莎克先在3日凌晨12時40分橫越慶尚南道巨濟島，再在凌晨1時20分登陸釜山。凌晨2時，香港天文台將其降格為颱風。上午4時，聯合颱風警報中心對其發布最後警告。上午11時，朝鮮宣布美莎克由咸鏡北道金策市登陸。中國氣象局表示美莎克已於13時40分前後进入吉林省延邊朝鮮族自治州和龍市境内。下午2時，日本氣象廳表示美莎克已轉化為溫帶氣旋，同時香港天文台將其降格為熱帶風暴，隨後於晚上8時表示美莎克已轉化為溫帶氣旋。美莎克在14日凌晨採取西北路徑，時速15到20公里，中午進入內蒙古，深入中國東北地區並持續減弱，中國國家氣象中心在下午7時對美莎克停止編號。

## 防災措施及影響

### 中国大陆
国家气象中心发布之最高台风预警信号： 颱風藍色預警信號
国家气象中心于8月31日6时发布台风蓝色预警信号，9月4日6时取消。
9月1日17点50分许，浙江省温州市洞头区有4人掉入海中被海浪卷走，2人死亡、1人失联。
9月2日11时18分，上海中心气象台发布雷电黄色预警信号。

#### 吉林省
吉林省气象台发布之最高台风预警信号： 颱風黃色預警信號
吉林省气象台9月2日9时53分发布台风黄色预警信号。
| 颱風預警         | 地方                         |
| ---------------- | ---------------------------- |
| 颱風黃色預警信號 | 吉林、延邊、長春、松原、白城 |

#### 遼寧省
遼寧省气象台发布之最高台风预警信号： 颱風藍色預警信號
| 颱風預警         | 地方 |
| ---------------- | ---- |
| 颱風黃色預警信號 | 大連 |

### 日本
9月1日，冲绳气象台向部分地区居民发出避难警告。沖繩縣內逾1.7萬戶停電，至少8人在風暴中受傷。
9月2日，一艘载43人的货船因遇到美莎克而在日本奄美大岛附近海域失踪。
9月3日，日本九州岛有至少18人因受美莎克影響而受伤。

### 韓國和北韓
9月2日上午9时起，韩国政府将国家灾难危机预警级别从“警戒”上调至4个预警级别中的最高级别“严重”。美莎克登陸釜山時，造成1人死亡12人受傷。美莎克吹襲期間，北韓電視台罕有地24小時報道風暴消息。
這起事件的源頭，要追溯至 8 月 28 日於菲律賓東方海域上生成的梅莎颱風。梅莎颱風汲取大量來自溫暖海水的熱能，在太平洋高壓的導引之下，向北移動，陸續侵襲日本沖繩、九州、韓國後，在中國東北上空，轉變為溫帶氣旋，並逐漸消亡。

### 美國科羅拉多州首（消亡以後）
由於梅莎颱風輸送大量暖空氣至較冷的中高緯度區域，促進南北冷暖氣團的熱量交換，也就是冷空氣南下至低緯度，暖空氣北上至高緯度，因此加速兩極暖化現象，破壞了南北冷暖氣團之間原有的平衡，最後使大量來自北極的寒冷空氣迅速往北美洲移動，造成加拿大及美國內陸的氣溫驟降，並伴隨了強風及降雪。。

## 熱帶氣旋警告使用紀錄

### 中國大陸
| 国家气象中心 颱風預警信號 | 国家气象中心 颱風預警信號 | 国家气象中心 颱風預警信號 |
| ------------------------- | ------------------------- | ------------------------- |
| 上一熱帶氣旋              | 颱風藍色預警信號          | 下一熱帶氣旋              |
| 強颱風巴威                | 颱風藍色預警信號          | 超強颱風海神              |

## 外部連結
| 太平洋颱風季             |
| 主題頁 - 專題 - 編輯指南 |

- （日語）日本氣象廳首頁 （页面存档备份，存于）
- （英文）聯合颱風警報中心首頁 （页面存档备份，存于）
- （简体中文）中國國家氣象中心首頁 （页面存档备份，存于）
- （繁體中文）臺灣中央氣象局首頁 （页面存档备份，存于）
- （繁體中文）香港天文台首頁 （页面存档备份，存于）
- （繁體中文）澳門地球物理暨氣象局首頁 （页面存档备份，存于）
- （英文）菲律賓大氣地球物理和天文管理局 惡劣天氣公告 （页面存档备份，存于）
- （泰文）泰國氣象局首頁 （页面存档备份，存于）